# Aphanotriccus
Aphanotriccus is een geslacht van zangvogels uit de familie tirannen (Tyrannidae).

## Soorten
Het geslacht kent de volgende soorten:
- Aphanotriccus audax – Nelsons tiran
- Aphanotriccus capitalis – Salvins tiran